# Clay Coton
Clay Coton est un village du Northamptonshire, en Angleterre.